# Dannewerk
Dannewerk (tiếng Đan Mạch: Dannevirke) là một đô thị thuộc huyện Schleswig-Flensburg, bang Schleswig-Holstein, Đức.